# Komnena
Princeza "Komnena" (grčki Κομνηνή, Komnēnē) bila je velika carica Trapezuntskog Carstva. Njeno je osobno ime nepoznato.
Nije nam poznato kada je točno rođena ni kada je umrla; živjela je u 13. stoljeću.
Roditelji su joj bili car Aleksije I. Trapezuntski i carica "Teodora Axouchina". 
Bila je sestra careva Ivana I. Trapezuntskog i Manuela I. Trapezuntskoga.
Komnena je bila žena nekog Andronika Gidosa, koji je postao car Andronik I. Trapezuntski nakon smrti Komnenina oca Aleksija. Komnena i Andronik nisu imali djece.
Njezina je nasljednica bila Ana Xylaloe, prva žena cara Manuela.